# Doxapram
Doxapram hydrochloride (commercialisé en tant que Dopram) est un stimulant respiratoire. Administré par voie intraveineuse, le doxapram provoque une augmentation du volume et de la fréquence respiratoire.